# Smolenské provolání
Smolenské provolání (česky také Smolenská deklarace, manifest nebo Smolenská výzva, rusky Смоленская декларация), byla výzva k sovětskému lidu, kterou dne 27. prosince 1942 v Berlíně podepsali Andrej Vlasov a Vasilij Malyškin jako vůdci Ruského (osvobozeneckého) výboru (pozdější KONR) sídlícího ve Smolensku.

## Příprava a konečné znění provolání
Představy o budoucím uspořádání Ruska mělo více skupin, z nichž do doby vzniku Ruského výboru byla nejvýraznější Ruská nacionálně socialistická strana práce s autorem jejího manifestu Konstantinem Voskobojnikovem, kterému se podařilo model budoucího ruského státu realizovat v městečku Lokoti. Jeho manifest však neměl mimo území Lokoťské samosprávy žádný dopad, protože Němci nepovolili jeho šíření mimo území samosprávy. Pozdější vůdce Lokoťské samosprávy Kaminský s generálem Vlasovem společnou řeč nenašel.
V roce 1942 začal generál Vlasov jménem Ruského výboru připravovat výzvu určenou vojákům Rudé armády. Účelem deklarace bylo apelovat na německé velení s návrhem zorganizovat Ruskou osvobozeneckou armádu jako vojenskou formaci vytvořenou pro osvobození Ruska od bolševismu. Provolání mělo sjednotit různé proudy protisovětského odboje do jednoho hnutí pod velením generála Vlasova. Dokument byl zveřejněn 27. prosince 1942.
Provolání Ruského výboru k vojákům a velitelům Rudé armády a všemu ruskému a dalším národům
Přátelé a batři!
Bolševismus je nepřítelem ruského lidu. Přinesl do naší vlasti nespočet katastrof a nakonec zatáhl ruský lid do krvavé války za cizí zájmy. Tato válka přinesla naší vlasti nebývalé utrpení. Miliony ruských lidí již zaplatily svými životy za  Stalinovu zločinnou touhu ovládnout svět, za obří zisky anglo-amerických kapitalistů. Miliony ruských lidí jsou zmrzačení a trvale invalidní. Ženy, staří lidé a děti umírají zimou, hladem a přepracováním. Na Stalinův rozkaz byly zničeny, vyhozeny do vzduchu a vypáleny stovky ruských měst a tisíce vesnic. Dějiny naší vlasti neznají takové porážky, jaké byly údělem Rudé armády v této válce. Navzdory obětavosti vojáků a velitelů, navzdory odvaze a obětavosti ruského lidu byla bitva za bitvou prohrávána. Důvodem je prohnilost celého bolševického systému, neschopnost Stalina a jeho hlavního štábu. Nyní, když se ukázalo, že bolševismus není schopen zorganizovat obranu země, Stalin a jeho klika nadále žene lidi na smrt pomocí teroru a lživé propagandy, aby se za cenu krve ruského lidu alespoň nějaký čas ještě udržel u moci. Stalinovi spojenci – britští a američtí kapitalisté – zradili ruský lid. Ve snaze využít bolševismu k převzetí přírodních zdrojů naší vlasti si tito plutokraté nejen zachraňují vlastní kůži za cenu životů milionů ruských lidí, ale také uzavřeli tajné dohody o zotročování lidu se Stalinem. Německo přitom nevede válku proti ruskému lidu a jeho vlasti, ale pouze proti bolševismu. Německo nezasahuje do životního prostoru ruského lidu a jeho národní a politické svobody. Nacionálně socialistické Německo Adolfa Hitlera si klade za úkol organizaci Nové Evropy bez bolševiků a kapitalistů, v níž bude každému národu poskytnuto čestné místo. Místo ruského lidu v rodině evropských národů, jeho místo v Nové Evropě bude záviset na míře jeho účasti v boji proti bolševismu, protože zničení krvavé moci Stalina a jeho zločinecké kliky musí být především dílem ruského lidu. Abychom sjednotili ruský lid a vedli jeho boj proti nenáviděnému režimu ve spolupráci s Německem v boji proti bolševismu za vybudování Nové Evropy, vytvořili jsme my, synové našeho lidu a vlastenci naší vlasti, Ruský výbor.
Ruský výbor si před sebe klade tyto cíle:
- Svržení Stalina a jeho kliky, zničení bolševismu.
- Uzavření čestného míru s Německem.
- Vytvoření nového Ruska bez bolševiků a kapitalistů ve spolupráci s Německem a dalšími národy Evropy.

Ruský výbor stanovil tyto hlavní principy jako základ pro výstavbu nového Ruska:
1. Odstranění nucené práce a zajištění skutečného práva pracovníka na práci, která vytváří jeho materiální blahobyt.
2. Likvidace kolchozů a systematický převod půdy do soukromého vlastnictví rolníkům.
3. Obnovení obchodu, řemesel, malovýroby a poskytnutí příležitosti soukromé iniciativě podílet se na hospodářském životě země.
4. Poskytnout inteligenci příležitost svobodně tvořit ve prospěch svého lidu.
5. Zajištění sociální spravedlnosti a ochrana pracovníků před jakýmkoli vykořisťováním.
6. Zavedení skutečného práva pracovníků na vzdělání, odpočinek a bezpečné stáří.
7. Zničení režimu teroru a násilí, zavedení skutečné svobody vyznání, svědomí, projevu, shromažďování a tisku. Zaručení nedotknutelnosti osoby a obydlí.
8. Zaručení národního sebeurčení.
9. Propuštění politických vězňů bolševismu a návrat všech těch, kteří byli vystaveni represím za boj proti bolševismu, z věznic a táborů do jejich vlasti.
10. Obnova měst a vesnic zničených za války na náklady státu.
11. Obnova státních továren a závodů zničených během války.
12. Odmítnutí plateb vyplývajících z dohod o zotročování uzavřených Stalinem s anglo-americkými kapitalisty.
13. Zajištění životního minima pro válečné invalidy a jejich rodiny.

Ruský výbor ve víře, že na základě těchto zásad může a musí být vybudována šťastná budoucnost ruského lidu, vyzývá všechny ruské lidi nacházející se v osvobozených oblastech a v oblastech okupovaných bolševickou vládou, dělníky, rolníky, inteligenci, vojáky, důstojníky, politické pracovníky, aby se spojili v boji za vlast proti jejímu nejhoršímu nepříteli – bolševismu.
Ruský výbor prohlašuje Stalina a jeho kliku za nepřátele lidu. Ruský výbor prohlašuje za nepřátele lidu všechny, kteří dobrovolně slouží v kárných orgánech bolševismu – zvláštních útvarech, NKVD a přehradních oddílech. Ruský výbor prohlašuje ty, kteří ničí hodnoty patřící ruskému lidu, za nepřátele lidu.
Povinností každého poctivého syna našeho lidu je zničit tyto nepřátele lidu, kteří vlekou naši vlast do nových neštěstí. Ruský výbor vyzývá všechny ruské občany, aby tuto povinnost splnili. Ruský výbor vyzývá vojáky a velitele Rudé armády, veškerý ruský lid, aby přešli na stranu Ruské osvobozenecké armády bojující ve spojenectví s Německem. Přitom všichni, kdo přejdou na stranu bojovníků proti bolševismu, mají zaručenou imunitu a život, bez ohledu na jejich dosavadní činnost a postavení. Ruský výbor vyzývá ruský lid, aby povstal v boji proti nenáviděnému bolševismu, vytvořil partyzánské osvobozenecké oddíly a obrátil své zbraně proti utlačovatelům lidu – Stalinovi a jeho nohsledům.
Ruští lidé! Přátelé a bratři!
Dost bylo prolévání krve lidu! Už žádné další vdovy a sirotci! Už žádný hlad, nucené práce a mučení v bolševických žalářích! Postavte se do boje za svobodu! K boji za svatou věc naší vlasti! Do boje na život a na smrt za štěstí ruského lidu! Ať žije čestný mír s Německem, který položí základy věčného společenství německého a ruského národa! Ať žije ruský lid, rovnoprávný člen rodiny národů Nové Evropy!
Předseda ruského výboru generálporučík A. A. Vlasov.
Tajemník ruského výboru generálmajor V. F. Malyškin.

27. prosince 1942, Smolensk
Ruský výbor

## Dopad provolání
Vedení nacistického Německa z propagandistických důvodů o této iniciativě informovalo v médiích, ale za slovy už nenásledovaly činy. Od tohoto okamžiku se všichni vojáci ruské, či jiné sovětské národnosti, ve struktuře německé armády mohli považovat za vojáky Ruské osvobozenecké armády. Navzdory tomu, že ROA v té době existovala pouze na papíře, autoři prohlášení se domnívali, že vedení Třetí říše podnikne vbrzku kroky k radikální změně své politiky vůči východním okupovaným územím.
Smolenské provolání inspirovalo Pražský manifest, který byl vyhlášen na ustavujícím zasedání KONR konaném 14. listopadu 1944 v Praze.